# Сметана Микола Григорович
Микола Григорович Сметана (20 жовтня 1943, Розумівка, Олександрівського району Кіровоградської області — 23 червня 2007, Кривий Ріг, Дніпропетровської області) —  український учений у галузі біофізики, ґрунтознавства, геоботаніки, екології, зоології, доктор біологічних наук, професор.

## Професійна біографія
1957–1961  — навчання в Знам'янському сільськогосподарському технікумі. 
1965–1970 — навчання на біологічному факультеті Дніпропетровського державного університету. Отримав диплом за спеціальністю «Біофізика». 
1970–1977 — працював науковим співробітником, старшим науковим співробітником, завідувачем наукового відділу, заступником директора з наукової роботи Наурзумського заповідника в Казахстані. 
1977–1981 — старший науковий співробітник, директор Приаральської дослідної станції. 
1981–1992 — старший науковий співробітник Інституту ботаніки АН Казахської РСР. 
1992–2000 — працював завідувачем відділу оптимізації техногенних ландшафтів Криворізького ботанічного саду НАН України. 
2000–2001 — професор, завідувач кафедри географії та біології Кіровоградського державного педагогічного університету. 
2001–2002 — професор, завідувач кафедри зоології Криворізького державного педагогічного університету
2003–2007 — професор, завідувач кафедри прикладної екології Криворізького технічного університету.

## Наукова діяльність
З 1972 року здійснював науково-дослідну роботу в пустелях Казахстану й Середньої Азії — вивчав закономірності утворення та трансформації органічної речовини в піщаних ґрунтах. 1977 року захистив дисертацію «Гумус легких ґрунтів аридних областей» на здобуття наукового ступеня кандидата біологічних наук. Працюючи в Інституті ботаніки Академії наук Казахської РСР, брав активну участь у наукових експедиціях. Зібрав багатий матеріал зі структури ґрунтового покриву, рослинності, комплексів ґрунтової мезофауни та мікроартропод. 
1993 — захистив дисертацію «Едафотопи передгірських і гірських біогеоценозів Казахстану, їх зоодіагностика і закономірності просторового розподілу» на здобуття наукового ступеня доктора біологічних наук у Дніпропетровському державному університеті. 
2005 — надано наукове звання професора кафедри прикладної екології.
Автор і співавтор понад 200 наукових праць